# Агарагимов, Джахангир Агабаба оглы
Джахангир Агабаба оглы Агарагимов (азерб. Cahangir Ağababa oğlu Ağarəhimov; род. 15 декабря 1986) — азербайджанский шахматист, мастер ФИДЕ (2007), гроссмейстер (2014), тренер.
Один из немногих шахматистов, ставших гроссмейстером ФИДЕ, не будучи до этого международным мастером ФИДЕ.

## Биография
Окончил школу № 258 г. Баку. Позже окончил Азербайджанский государственный экономический университет. 
Тренировался вместе с Эльтаджем Сафарли.
Участник личного чемпионата Европы 2012 года. Был также заявлен на турнир 2008 года, но не сыграл ни одной партии.
Занимается тренерской карьерой с 17 лет.
Тренер женской юношеской сборной Азербайджана по шахматам. 
Капитан азербайджанской команды «Одлар Юрду» на Кубках европейских клубов и сборной Азербайджана на командном чемпионате мира 2019 года. 
Личный тренер Айдан Ходжатовой.
Ученики Агарагимова являются победителями и призерами чемпионата Европы по шахматам в разных возрастных группах. Его ученик Абдулла Гадимбейли стал чемпиона мира 2022 года среди молодежи до 20 лет.
26 января 2024 года получил премию ФИДЕ имени Марка Дворецкого как лучший в мире тренер юниоров 2023 года.

## Таблица результатов
| Год  | Город    | Турнир                            | + | − | = | Результат | Место  |
| ---- | -------- | --------------------------------- | - | - | - | --------- | ------ |
| 2003 | Будва    | Чемпионат Европы (до 18 лет)      | 1 | 5 | 3 | 2½ из 9   | 49     |
| 2010 | Нью-Дели | Чемпионат стран Содружества наций | 5 | 3 | 3 | 6½ из 11  | [ 15 ] |
|      | Баку     | Baku Open                         | 5 | 1 | 3 | 6½ из 9   | 8      |
| 2012 | Пловдив  | Чемпионат Европы по шахматам 2012 | 2 | 4 | 5 | 4½ из 11  |        |
| 2013 | Алушта   | Alushta Summer GM1                | 5 | 0 | 4 | 7 из 9    | 1      |
|      | Алушта   | Alushta Summer GM2                | 5 | 0 | 4 | 7 из 9    | 1      |

## Изменения рейтинга
| Графики недоступны из-за технических проблем. См. информацию на Фабрикаторе и на mediawiki.org. |

## Книги
- 2016: Pearls of Azerbaijan. Chess Evolution, Niepołomice 2016; ISBN 978-83-944290-8-9.